# François Piquet
Pour les articles homonymes, voir Piquet.
Ne doit pas être confondu avec François Picquet.
Pour l’article ayant un titre homophone, voir François Picquet.
François Piquet, né le 10 janvier 1940 à Brest et mort le 4 février 2015 à Lyon, est un angliciste français.
Il est considéré comme un spécialiste de William Blake et de la période préromantique et romantique anglaise. Ses recherches et son enseignement portent sur la poétique, la théorie de la littérature anglaise et américaine et sur l'histoire des idées.

## Distinctions
Le 10 mai 1995, François Piquet est nommé au grade de chevalier dans l'Ordre national du Mérite au titre de « professeur des universités ; 30 ans de services civils et militaires ».

## Biographie
Carrière dans la Marine Nationale
- La carrière et les activités de François Piquet témoignent de son attachement à la tradition de sa famille originaire de La Hague dans le Cotentin. Sa vocation pour la Marine, lui a été inspirée par son père qui était Contrôleur Général de la Marine et par nombre de ses ascendants qui ont servi, depuis plusieurs siècles, dans la Marine de l’État et à l’Arsenal de Cherbourg.
- (aucun ascendant de François piquet ne s'inscrit dans une tradition navale où maritime. Son père juriste de l'administration de la Marine, était le fils d'un ingénieur des Arts et Metiers epoux de la propriétaire d'une librairie papeterie à Cherbourg. Leurs propres parents étaient des agriculteurs normands, un artisan très réputé dans la région. Du côté de la mère de Francois Piquet son grand-père fut un important responsable de l'administration fiscale pour Constantine en Algerie, sans aucun ascendant concerné par la Marine, sa grand-mère maternelle descendait de paysans pauvres du Gevaudan. Là non plus aucun mari.
- Avancement normal d'un officier de réserve suite à  son service militaire, avec quelques périodes en mer.)
- À l’École Navale de Lanvéoc Poulmic de la Marine Nationale, il effectue son service national de 1964 à 1966. Nommé Enseigne de vaisseau il se spécialise dans l’interprétariat et les transmissions.
- Comme: professeur civil à l’École Navale il est détaché au ministère des Armées et chargé de cours à l’Université de Bretagne Occidentale à Brest jusqu’en 1967 date à laquelle il viendra s’installer à Lyon.
- Il poursuit son engagement dans la Marine parallèlement à sa carrière universitaire. Il est nommé en 1990, Capitaine de Corvette à l’École Supérieure de Guerre à Paris. Puis il est recruté dans la Réserve de la marine et promu successivement Capitaine de Frégate, puis Officier de réserve interprète militaire du chiffre (O.R.I.C.°). Cette spécialité l’amène à  dispenser  périodiquement à Toulon des enseignements d’anglais maritime technique aux officiers de Marine .

### Carrière universitaire
En 1964, à Paris il est recruté comme professeur stagiaire et obtient le CAPES et  en 1966 il réussit le concours de l’agrégation d'anglais.
Il enseigne pendant un an comme professeur civil à l’École navale. Détaché au ministère des Armées, il est chargé de cours à l'université de Bretagne-Occidentale à Brest jusqu’en 1967 date à laquelle il s’installe à Lyon.
Assistant puis Maitre Assistant  à l'université Lyon-II, François Piquet obtient en 1979 son transfert à l'université Jean-Moulin-Lyon-III.
Il soutient en 1980 à l'université de Clermont-Ferrand un doctorat d'État intitulé Blake et le sacré, sous la direction de Jacques Blondel
Élu professeur des universités de l’enseignement supérieur, en 1985. Il acquiert la classe exceptionnelle en 1994.
Il est élu vice-président chargé de la recherche de l'Université Jean Moulin en 1989.
Il reçoit le titre de professeur émérite à l'occasion de sa retraite universitaire en 2002.

### Publications pédagogiques
- Charles Dickens, The Pickwick papers, extraits publiés, Bordas, « Classiques Étrangers », 1968

#### Préparation au concours de l'agrégation en liaison avec le CNED
À l’intention des candidats au concours il publie, à la demande du CNED de Vanves, des présentations critiques sur les auteurs mis aux concours. Il est amené ainsi à corriger leurs copies
- Moby Dick,Herman Melville, Paris. François Piquet. Paris. Didier Érudition, 1984.
- Under the Volcano,Malcolm Lowry, François Piquet. Paris. Didier Érudition, 1985.
- William Blake: Songs of innocence and experience, The marriage of heaven and hell, The

book of Urizen. François Piquet: Didier Érudition. 1995. Paris.

### Activités d'enseignement doctoral à l'université Jean Moulin
Il est responsable du centre de recherche I.R.I.C.E., Identités culturelles de l'Europe en 1991.
Il est chargé du groupe de formation doctorale « Identités culturelles de l’Europe ».
Ses séminaires abordent par exemple:
- Le roman noir, genre européen .
- L’Imaginaire du puritanisme anglo-saxon.
- Entre lumière et romantisme : théories du contrat et littératures de terreur .

Directions de thèses de doctorat de 3ème cycle
Il encadre les travaux de doctorants et dirige plusieurs thèses de 3e cycle.
- Individu et société dans cinq romans de Daniel Defoe: Robinson Crusoé, Captain Singleton, Colonel Jack, Moll Flanders, Roxana, Anne Cusset. Université Jean Moulin Lyon III, Études anglaises.1995.

- Francis Newman, témoin de la crise de foi chez les Victoriens, Françoise Pétiard-Lianos. Université Jean Moulin Lyon III, Études anglaises. 2000.
- Politique territoriale et enjeux stratégiques sous le mandat de Lord Dalhousie en Inde : 1848-1856. Nadine André , Université Jean Moulin Lyon III, Civilisation anglaise. 2003.
- Poétique du comique dans le théâtre de William Congreve: 1670-1729 : The old Bachelor, 1693, The double dealer, 1693, Love for love, 1695, The way of the world, 1700. Natalie Mandon. Université Jean Moulin, Lyon III, Études anglaises. 2004.

### Coopération internationale
En 1991, il met en place une coopération scientifique avec l'université du Delaware au Minnesota des USA.
En sa qualité de vice-président chargé de la recherche de l'Université Jean Moulin Lyon III, a la responsabilité de la direction et de l'organisation scientifique du colloque international Le fleuve et ses métamorphoses les 13, 14, 15 mai 1992 auquel participent plusieurs éminents spécialistes américains et européens.
- Les actes Le fleuve et ses métamorphoses édités par François Piquet ont été publiés chez, Didier Érudition. Paris, en 1994.

Publications d'ouvrages
François Piquet est considéré par ses pairs comme un « grand romanticiste, sans doute le meilleur spécialiste français de William Blake depuis les années 70 ».
En 1996, Blake et le Sacré, collection Etudes Anglaises, Didier Erudition...
En 1997, il publie  Le romantisme anglais : émergence d'une poétique.Collection Perspectives anglo*saxonnes, Presses universitaires de France.

### Traductions d'ouvrages en collaboration
François Piquet est l'auteur ou le co-auteur de traductions d'ouvrages de langue anglaise :
- Journal de Samuel Pepys, Robert Laffont, Collection Bouquins. Robert Latham, William Matthews, Paris, 1994[9], co-traduction de l’année 1666, avec Alain Morvan, in V2. 1665-1669. Chronologie, index, cartes, notes et quatorze autres traducteurs
- Nouvelles complètes : Henry James, éditions de La Pléiade, Gallimard, Paris, 1994, édition établie sous la direction d’Annick Duperray et Évelyne Labbé, 3 vol. Traduction de onze nouvelles :
  - volume 1, 1864-1876 : La Vengeance d’Osborne, Compagnons de voyage, Adina
  - volume 3, 1888-1898 :  L’Élève, Brooksmith, La Vie privée, Les Années médianes, La Mort du lion, Le legs Coxon, La prochaine fois, L'Autel des morts
- En 2005, Anthologie bilingue de la poésie anglaise[10] , François Piquet travaille en collaboration avec les professeurs Paul Bensimon, Michel Remy et Bernard Brugière. L'ouvrage réunit 192 auteurs de Beowwulf (VIIIe siècle) à Simon Ermitage (né en 1963). Chaque poème est traduit en français par soixante-douze traducteurs et universitaires coordonnés par Paul Bensimon. Ed.La Pléiade de Gallimard.

### Articles publiés dans des dictionnaires et encyclopédies français et internationaux
Encyclopædia Universalis :
- Le Prélude de William Wordsworth. 2015, Le Dit du vieux marin de Samuel Taylor Coleridge]. 2015.

Dictionnaire universel des littératures, 
- Béatrice Didier, tome 1, Presses Universitaires de France, Paris, 1994, p. 467 : articles sur Christopher Smart, Thomas Chatterton, George Crabbe, William Cowper, William Blake.

The Yearbook of English stories. Modern Humanities Research Association. Shadows of Prophecy:
- Blake and Millenarian Ideology, vol.19.1989. p. 28-35. A Handbook to English Romanticism.Jean Raimond, J. R. Watson. St. Martin's Press. New York. 1992

A Handbook to English Romanticism.Jean Raimond, J. R. Watson. St. Martin's Press. New York. 1992
- Blake, William.1757.1827, p. 17. et p. 19-22.

### Articles de François Piquet dans des ouvrages scientifiques
- La Raison et l'Imaginaire, actes du congrès de Rennes, société des Anglicistes de l'Enseignement Supérieur, 9-11 mai 1970[11].
- L'Imaginaire chez Blake, Didier, Paris, 1973 p. 117-124.
- Mélanges offerts à Jacques Blondel : Aspects du Romantisme Anglais, centre du romantisme anglais, Clermont-Ferrand, Bordessoules, 1980[12].
- Le voyageur spirituel et le cercle de destinée blakien, p. 32-48.
- Essais sur l’idéologie 1. Centre de Recherches d’Études Anglophones, Université de Grenoble III, 1985.
- Blake et l’idéologie millénariste, p. 189.203[13].
- Révolution, contre-révolution, actes de colloque, alétheia, Paris, 1990[14].
- Burke, notre contemporain ?, p. 241-252. À Handbook to English Romanticism. St. Martin's Press. N.Y. USA. Jean Raimond, Richard Watson. 1992.
- Blake, William (1757-1827), p. 19-31.
- Évolution et révolution(s) dans la Grande-Bretagne du XVIIIe siècle, Paul Gabriel Boucé, actes des colloques tenus en 1989-1990, presses de la Sorbonne Nouvelle, Paris, 1993.
- Entre chiliasme et épiphanie : Blake et l’espérance millénariste., p. 143-154.
- Élite et noblesse en Europe. Actes du colloque organisé les 9 et 10 juin 1994 par l'Université Jean Moulin. Éd. Lyon. 1995.
- De la déchéance de l’aristocratie traditionnelle à l’émergence de la méritocratie : Burke et sa Lettre à un noble Lord, p. 201-217.

- Encyclopédie philosophique universelle. Presses Universitaires de France. 1995.

- Étude sur William Blake à la demande de Roger Arnaldez. Professeur de philosophie à l’université Paris IV Sorbonne.
- Le départ, Variations sur un thème. Mélanges offerts à Jean Pierre Petit. Éd. Claire Majola. Publication de l’Université Jean Moulin. Lyon III. 2000.
- Départ, incipit et bégaiements chez Melville et quelques autres. François Piquet. p. 287-296.
- Key concepts in Romantic Literature. Jane Moore, John Strachan. 2010.
- Chants d’innocence et d’expérience de 1784, François Piquet . p. 210

Articles publiés dans des revues
Revue Polysèmes 1. L’Écart
- Centre de recherches sur l’intertextualité. E.N.S. de Sèvres et de Paris III. Presses de la Sorbonne Nouvelle.
- Retranscriptions romantiques d’un voyage au bout de la nuit : Fuseli et Blake, illustrateurs de Macbeth. François Piquet. 13-37. Avril 1989.

Revue Dix-huitième Siècle    
- Blake's Composite Art, a study of the Illuminated Poetry, W. J. T. Mitchell, Princeton University Press. . 1978. François Piquet, p. 529-530.
- William Blake, a new kind of man, Michael Davis 1977. no 11, 1979. François Piquet. p. 528-529.

Revue du dix-neuvième siècle, Romantisme, CDU-SEDES
- Blake, peintre du sublime et critique de la transcendance, François Piquet. p. 97-116. 1978.
- Romantisme anglais et Eros. Christian La Cassagnère 1982.
- Quelques aspects de l'Eros chez Blake. François Piquet. p. 17-29.
- Le livre et ses images.  no 43. 1984.
- Techniques infernales : Blake et le Livre. François Piquet. p. 5-18.
- L’imaginaire du romantisme anglais. no 49, 1985.
- Blake, intertexte de Jérusalem et les tribulations d'Albion, François Piquet. p. 35-46.
- L’amour, no 62, 1988.
- Le Voyage romantique et ses réécritures, François Piquet. Compte-rendu. p. 126-127
- Visages de l'Angoisse. Christian La Cassagnère.
- Blake et ses monstres. François Piquet.1989. p. 141-163.

Revue d’Études anglaises, Grande -Bretagne États-Unis. Paris Didier Érudition
- Le tragique et la différence :
- Blake et le problème de l'incarnation, François Piquet, N°36, Janvier-Mars.1983, p.24-33.
- William Blake : Selected Poems. François Piquet. p. 363-364.1984.
- Review of English Studies . no 36. 434-36.
- No 38. 237-238. 1985.
- No 40.1987
- William Blake : vision et poésie. Lemaitre, Henri.
- Compte-rendu. François Piquet. 471-472. 1987.
- Sycophante ou contestataire ? Burke et sa Letter to a Noble Lord. Janvier mars 1993.
- William Blake.  Écrits prophétiques des dernières années suivis de lettres, janvier-février-mars 2001/1. (Tome 54). Pierre Leyris. Compte, rendu, François Piquet. p. 36.
- La Folie dans la poésie de William Blake : Reflet des enjeux gnoséologiques de la critique littéraire. Patrick Menneteau. Paris : Honoré Champion, 1999. Compte rendu. François Piquet. p. 86-87.

Revue de la Société d'études anglo-américaines des XVIIe et XVIIIe siècles
- Bibliographie sélective sur Blake. François Piquet. no 15. 1982. p. 43-66.
- A propos d'Eton College de Tintern Abbey et du génie du lieu [archive] . Article In No 18, 1984, François Piquet. p. 75-89.
- Vala ou les Quatre Vivants de William Blake [archive], Jacques Blondel, Compte-rendu. éd. In. no 17. 1983. François Piquet. p. 169-171.
- Un Arbre Empoisonné et la généalogie Blakienne du sacré  ]. Article In: No 14, 1982. François Piquet. p. 75-89.
- Blake: choix de poèmes : ] Songs of innocence, songs of experience, the book of Thel, The marriage of Heaven and Hell, America, Visions of the daughters of Albion, Vala or The four Zoas (Nights II & III) , The everlasting gospel. Note bibliographique sélective et critique. In. No 15, 1982. François Piquet. p. 43-66.

### Hommages
- Ruptures et continuités : mélanges offerts à François Piquet, Lyon, Université Jean Moulin, 2004, 387 p. (ISBN 2-911244-05-2 et 9791030004045). [15]
- Denis Bonnecase, dir., Hobbes, Blair, Blake : hommage à François Piquet, Paris, Michel Houdiard, 2018[16]
- Jardin du souvenir. SAES :François Piquet : un hommage. rédigé par Denis Bonnecase et Christian La Cassagnère.2015.